# Beihuaidian
Beihuaidian (kinesiska: 北淮淀) är en köping i Kina.  Den ligger i storstadsområdet Tianjin, i den norra delen av landet, omkring 35 kilometer nordost om stadens centrum. Antalet invånare är 20 936. Befolkningen består av 9 945 kvinnor och 10 991 män. Barn under 15 år utgör 16,0 %, vuxna 15-64 år 76 %, och äldre över 65 år 6,0 %.